# ری تلفورد
ری تلفورد (انگلیسی: Ray Telford؛ زادهٔ ۲۳ نوامبر ۱۹۴۶) بازیکن فوتبال اهل کانادا بود.
وی همچنین در تیم ملی فوتبال المپیک کانادا بازی کرده‌است.